# Lioscinella speculiger
Lioscinella speculiger är en tvåvingeart som först beskrevs av Günther Enderlein 1911.  Lioscinella speculiger ingår i släktet Lioscinella och familjen fritflugor. Inga underarter finns listade i Catalogue of Life.